# Vakata Kóicsi
Vakata Kóicsi (若 田 光 一 Wakata Kōichi) (Ōmiya, Szaitama, 1963. augusztus 1.–) japán repülőgép szerkezeti mérnök, űrhajós.

## Életpálya
1987-ben Bachelor of Science mérnöki oklevelet szerzett. 1989-ben az Applied Mechanics témakörben megvédte diplomáját. 2004-ben a Kyushu Egyetemen doktorált. A Japán légiközlekedési vállalatnál dolgozott szerkezeti mérnökként.
1992. április 28-tól részesült űrhajóskiképzésben a Lyndon B. Johnson Űrközpontban, valamint a Jurij Gagarin Űrhajóskiképző Központbant. Kiképzését követően a JAXA teherszállítási ágazat üzemeltetési igazgatója, a Nemzetközi Űrállomáson alkalmazásban lévő robotkarok, valamint a japán űreszközök kezelésére specializálódott. 2006-tól a NASA robotika oktató űrhajósa.
A Japán Űrügynökség (JAXA) űrhajósa. Három űrszolgálata alatt összesen 159 napot, 10 órát és 49 percet töltött a világűrben. A Szojuz TMA–11M űrszolgálatának egyik résztvevője. Az esemény létrejöttekor felszálláskor fedélzeti mérnök, az ISS fedélzetén az első japán parancsnok volt.

## Űrrepülések
- STS–72, az Endeavour űrrepülőgép első japán küldetésspecialistája. A tíz hónappal korábban indult Space Flyer Unit (SFU) csillagvizsgáló űreszközt a robotkarral befogták és visszaszállították a Földre. Első űrszolgálata alatt összesen 8 napot, 22 órát és 01 percet töltött a világűrben.
- STS–92, a Discovery űrrepülőgép küldetésspecialistája. Az első japán, aki az ISS űrállomáson dolgozott. Az űrállomás első rácselemét az STS–92 küldetésen kapcsolták a Unity modul felső (azaz zenitirányú) csatlakozójára; erre utal a Z1 jelölés. Az egységen helyezték el az űrállomás 4 db iránybeállító giroszkópját és a nagysebességű adatátvitelt biztosító Ku-sávú, forgatható parabolaantennát, ami a geostacionárius pályán keringő TDRS műholdakkal biztosít összeköttetést, továbbá egy ideiglenes csatlakozót a PMA dokkolókabinoknak. Második űrszolgálata alatt összesen 12 napot, 21 órát és 43 percet töltött a világűrben.
- STS–119, a Discovery űrrepülőgép küldetésspecialistája. Feladata az S6 rácselem feljuttatása a Nemzetközi Űrállomásra, így befejeződik a Integrált rácsszerkezet építése. Az első japán, aki az ISS fedélzetén, fedélzeti mérnökként hosszútávú űrszolgálatot teljesített. Kísérletképpen az űrállomáson az alsónadrágját egy hónapig használta mosás nélkül. Az STS–127, az Endeavour űrrepülőgép fedélzetén tért vissza kiinduló bázisára. Harmadik űrszolgálata alatt összesen 137 napot, 15 órát és 05 percet töltött a világűrben.
- Szojuz TMA–11M, fedélzeti mérnök.

### Tartalék személyzet
Szojuz TMA–09M fedélzeti mérnök